# 岩船町
岩船町（いわふねまち）は、かつて新潟県岩船郡に存在した町。

## 地理
西側は日本海に面する。

## 沿革
- 1889年（明治22年）4月1日 - 町村制施行に伴い、岩船郡岩船町、三日市村、八日市村が合併し、岩船町が成立。
- 1954年（昭和29年）3月31日 - 岩船郡村上町、瀬波町、山辺里村、上海府村と合併し、市制施行して村上市となり消滅。

## 交通

### 鉄道路線
隣接していた西神納村に羽越本線岩船町駅が所在していた。